# Steve James
Steve James, född 2 maj 1961 i Cannock, England, engelsk före detta professionell snookerspelare.

## Karriär
James blev professionell 1986 och klättrade snabbt på världsrankingen. Sitt stora genombrott fick han i VM 1988, då han gick till kvartsfinal och noterade turneringens högsta break, 140, trots att det var första gången han deltog i VM.
Nästa stora år för James blev 1990, då han skrev historia genom att bli den förste att i tävlingssammanhang rensa bordet, inklusive 16 röda bollar! Detta gjorde han i VM mot Alex Higgins, med hjälp av fri boll-regeln. Samma år vann James sin första och enda rankingtitel, Mercantile Credit Classic. Det skulle dock bli många rankingsemifinaler för James under karriären.
I 1991 års VM stod James för en stor sensation då han slog ut regerande mästaren Stephen Hendry. Därefter skulle Hendry inte komma att förlora i The Crucible Theatre förrän 1997, mot Ken Doherty. James gick till semifinal i turneringen vilket förde upp honom till sjunde plats på världsrankingen, hans högsta ranking under karriären.
Ytterligare en vinst blev det i 1992 års Pontins Professional, men därefter började James' karriär att gå utför. Under resten av karriären nådde han bara längre än till åttondelsfinal i en turnering vid ett enda tillfälle, 1995 års Grand Prix. Efter att ha ramlat ur proffstouren efter säsongen 2004/05 och dessutom fått problem med sin diabetes, avslutade James sin aktiva karriär.

## Titlar

### Rankingtitlar
- Mercantile Credit Classic - 1990

### Övriga Titlar
- Pontins Professional - 1992